# حزب النصره
حزب النصره  یک سازمان اسلامگرا است که در سال ۱۹۹۹ در ازبکستان تشکیل شد و از نظر دولت ازبکستان سازمانی تروریستی می‌باشد. این حزب شامل اعضای حزب التحریر، می‌باشند. پس از آن که حزب التحریر موفق به سرنگونی دولت ازبکستان نشد، برخی از اعضای آن تصمیم به تشکیل حزبی به نام حزب النصره در تاشکند گرفتند.